# Râul Săpâncioara
Râul Săpâncioara este un curs de apă din județul Maramureș, fiind unul din cele două brațe care formează râul Săpânța. 